# Финикс (Орегон)
Вижте пояснителната страница за други значения на Финикс.
Финикс (на английски: Phoenix) е град в окръг Джаксън, щата Орегон, САЩ. Финикс е с население от 4060 жители (2000) и обща площ от 3,2 km². Намира се на 470,3 m надморска височина. ЗИП кодът му е 97535, а телефонният му код е 541.